# Stuvenborn
Stuvenborn település Németországban, Schleswig-Holstein tartományban. Lakosainak száma 905 fő (2023. december 31.).

## Népesség
A település népességének változása:
| Lakosok száma | 619  | 851  | 851  | 857  | 866  | 905  |
|               | 1975 | 2017 | 2019 | 2021 | 2022 | 2023 |